# Retículo no estructurado

Ejemplo de un retículo no estructurado empleado en una malla de cálculo mediante el método de los elementos finitos

Un retículo no estructurado (o también cuadrícula no estructurada o cuadrícula irregular) es un teselado de una parte del plano o del espacio euclídeo mediante formas simples, como triángulos o tetraedros, formando un patrón irregular. Las cuadrículas de este tipo se pueden utilizar en el método de los elementos finitos cuando la entrada a analizar tiene una forma irregular.

## Propiedades
A diferencia de los retículos estructurado, los retículos no estructurados requieren el empleo de una lista de relaciones de conexión que especifica la forma en que un conjunto determinado de vértices forma elementos individuales (véase el artículo dedicado a los grafos).
El algoritmo de Ruppert se utiliza a menudo para convertir un polígono de forma irregular en una cuadrícula de triángulos no estructurada.
Además de los triángulos y los tetraedros, otros elementos comúnmente utilizados en la simulación de elementos finitos incluyen elementos cuadriláteros (de 4 nodos) y hexaédricos (de 8 nodos) en 2D y 3D, respectivamente. Uno de los algoritmos más utilizados para generar una cuadrícula cuadrilátera no estructurada es el Paving. Sin embargo, no existe un algoritmo de uso común para generar una cuadrícula hexaédrica no estructurada en un modelo sólido 3D general. Plastering es una versión 3D de Paving, pero tiene dificultades para formar elementos hexaédricos en el interior de un sólido.